# Victor Buono
Victor Charles Buono (ur. 3 lutego 1938 w San Diego, zm. 1 stycznia 1982 w Apple Valley) – amerykański aktor filmowy i telewizyjny, komik. Za rolę Edwina Flagga w thrillerze psychologicznym Roberta Aldricha Co się zdarzyło Baby Jane? (1962) został nominowany do Oscara i nagrody Złotego Globu.

## Filmografia

### Filmy fabularne
- 1960: Historia Rut (The Story of Ruth) jako strażnik
- 1961: Wyrok w Norymberdze (Judgment at Nuremberg) jako ławnik sądowy
- 1962: Co się zdarzyło Baby Jane? (What Ever Happened to Baby Jane?) jako Edwin Flagg
- 1963: Czworo z Teksasu (4 for Texas) jako Harvey Burden
- 1964: Nie płacz, Charlotto (Hush… Hush, Sweet Charlotte) jako Wielki Sam Hollis
- 1964: Robin i 7 gangsterów (Robin and the 7 Hoods) jako zastępca szeryfa Alvin Potts
- 1965: Młody Dillinger (Young Dillinger) jako prof. Hoffman
- 1965: Opowieść wszech czasów (The Greatest Story Ever Told) jako Sorak
- 1970: W podziemiach Planety Małp (Beneath the Planet of the Apes) jako Adiposo
- 1971: L'uomo dagli occhi di ghiaccio jako John Hammond
- 1972: Gniew Boży (The Wrath of God) jako Jennings
- 1978: The Evil jako Szatan
- 1982: Przelot smoków (The Flight of Dragons) jako Arak (głos)

### Seriale TV
- 1958: Bronco jako Mężczyzna w pociągu
- 1961: The Dick Powell Show jako Victor Buono
- 1966-68: Batman jako prof. William McElroy/Król Tut
- 1973: Hawaii Five-O jako Eric Damien
- 1979: Człowiek z Atlantis (Man from Atlantis) jako Pan Schubert
- 1979: Taxi jako James Caldwell
- 1979: Backstairs at the White House jako prezydent William Howard Taft
- 1980: Fantastyczna wyspa (Fantasy Island) jako Albert Z. Fell
- 1980-81: Vega$ jako "Diamond" Jim